# Gō Ikeyamada
Gō Ikeyamada är en shoōjomangatecknare. Hon slog igenom med mangan Get Goal!! i mangatidningen Shōjo Comic.
Get Goal!! blev senare Get Love!! som också handlar om fotboll och kärlek.
Hennes senaste verk, Uwasa no Midori-kun, innehåller mer och grövre erotiska scener än hennes andra mangor.
I engelska och amerikanska sammanhang ingår hennes serier i genren "Smut" (engelska för 'snusk').